# Matthias Tschopp

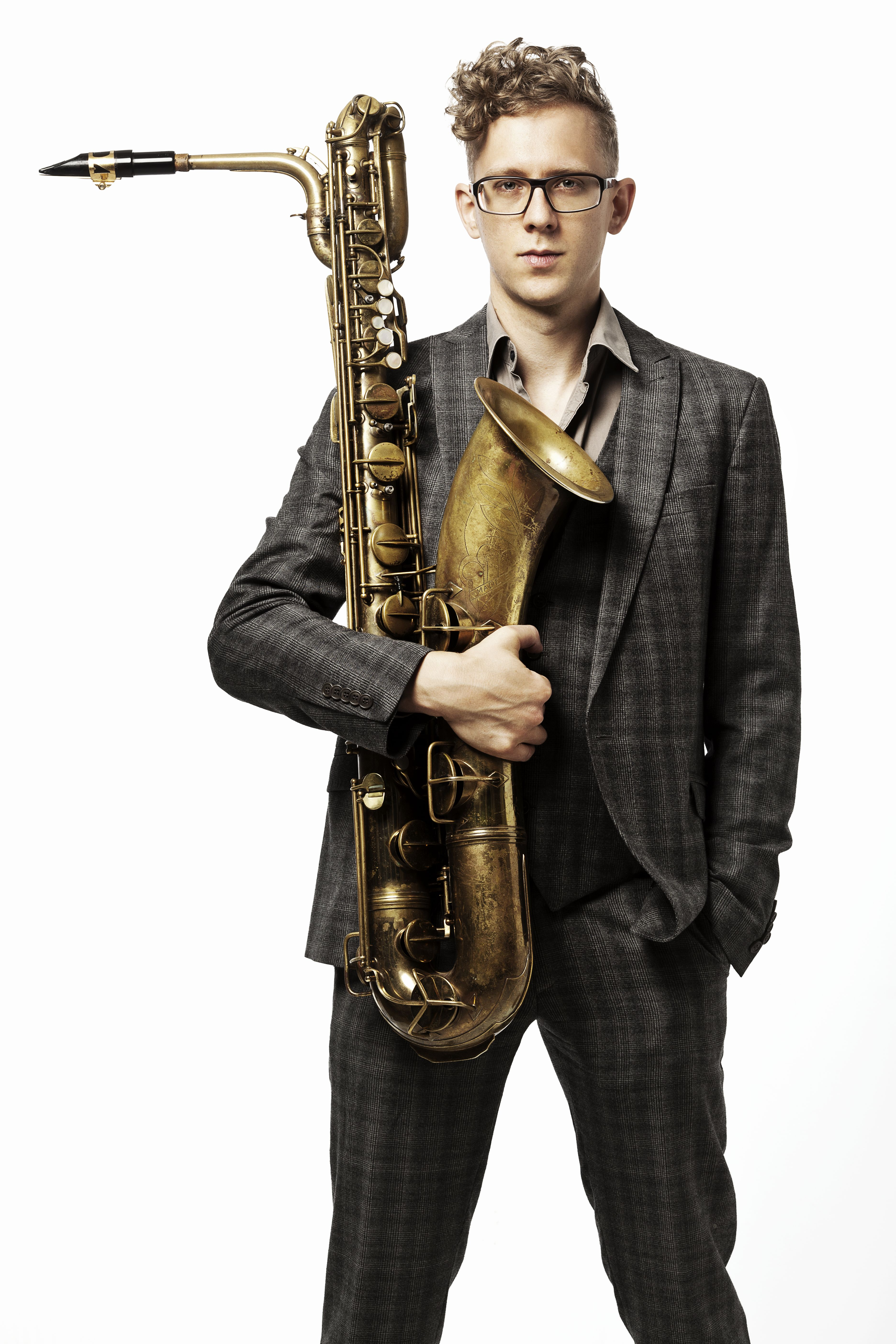
Matthias Tschopp, Zürich (2014)

Matthias Tschopp (* 1983 in Zürich) ist ein Schweizer Jazz-Baritonsaxophonist.

## Leben und Wirken
Tschopp, dessen älterer Bruder der Posaunist Andreas Tschopp ist, studierte von 2004 bis 2009 an der Hochschule Luzern Musik, Jazz-Performance und Pädagogik bei Otmar Kramis, John Voirol und Nat Su. 2005 wurde er in das deutsche Bundes-Jazz-Orchester BuJazzO unter der Leitung von Peter Herbolzheimer aufgenommen. In den folgenden Jahren nahm er Unterricht bei Steffen Schorn in Köln, Herwig Gradischnig in Wien und Christoph Grab in Zürich. Er gehörte 2007 zu den Gründern des Lucerne Jazz Orchestra und wurde im gleichen Jahr Mitglied des Zurich Jazz Orchestra.
2008 ging er für ein Auslandssemester nach Barcelona und nahm dort Unterricht bei Jorge Rossy, Perico Sambeat und Ernesto Aurignac. 2009 gründete er die Band Matthias Tschopp‘s Baritone 5. Neben seiner Arbeit als Mitglied im Lucerne Jazz Orchestra und im Zurich Jazz Orchestra arbeitete er in den folgenden Jahren auch regelmässig mit Knuts Koffer, Sarah Buechis Thali, Stefan Schultze Large Ensemble, bei Rainer Tempels „Ersatzbrüdern“ und dem Reto Suhner Nonett. Ausserdem erhielt er Engagements in verschiedenen Theater- und Musical-Produktionen wie „West Side Story“ und „The Black Rider“ am Theater Luzern, „Miles oder die Pendeluhr aus Montreux“ (Zürich Jazz Orchestra), Musical „Chicago“ (Theater St. Gallen) sowie den Cole-Porter-Musicals „Anything Goes“ bzw. „Kiss me, Kate“.
2011 gründete er das Matthias Tschopp Quartet und komponierte für die Band das Programm „Matthias Tschopp Quartet Plays Miró“, das von Bildern des Malers Joan Miró inspiriert wurde. 2012 verbrachte Matthias Tschopp mehrere Monate für einen Studienaufenthalt in New York.
Matthias Tschopp lebt in Zürich.

## Preise und Auszeichnungen
2009 gewann Matthias Tschopp den Förderpreis der Friedl Wald Stiftung, 2013 den Förderpreis der Marianne und Curt Dienemann-Stiftung und 2014 den ZKB Jazzpreis der Zürcher Kantonalbank mit dem Programm «Matthias Tschopp Quartet plays Miró».

## Diskographie (Auswahl)
- Zurich Jazz Orchestra, New Plans, (Universal Music, 2008)
- Lucerne Jazz Orchestra, Don´t Walk Too Far, (Unit Records, 2009)
- Sarah Buechis Thali, Vidya Mani, (Unit Records, 2010)
- Claudio Puntin und Lucerne Jazz Orchestra, Berge versetzen, (Unit Records, 2010)
- Zurich Jazz Orchestra feat. Isa Wiss, Song, (JAZZ ‘n‘ ARTS, 2012)
- Rainer Tempel & die Ersatzbrüder, polyphonic, (Rodenstein Records, 2012)
- Reto Suhner Nonett, Colors (Anuk, 2013)
- Matthias Tschopp Quartet Plays Miró, (Unit Records, 2013)
- Second Land: Second Land (Unit Records 2019, mit Katja Mair, Chrigel Bosshard)
- Sparks and Tides Hotel Florida (enja, 2021)